# Tuinsmaragdkolibrie
De tuinsmaragdkolibrie (Chlorostilbon assimilis) is een vogel uit de familie Trochilidae (kolibries).

## Verspreiding en leefgebied
Deze soort komt voor in zuidwestelijk Costa Rica en Panama.

## Status
De grootte van de populatie is in 2019 geschat op 50-500 duizend volwassen vogels. Op de Rode lijst van de IUCN heeft deze soort de status niet bedreigd.  